# 佐々木彩
佐々木 彩（ささき あや、1986年10月1日 - ）は、NHKの職員で元アナウンサー。

## 人物
静岡県駿東郡小山町出身。小山町立成美小学校、小山町立小山中学校、静岡県立沼津東高等学校を経てお茶の水女子大学卒業後、2009年入局。身長167cm。

## 嗜好・挿話
- 特技は空手と剣道[7][6]で、空手については高校時代に部活動で所属していた。小説家の曽根圭介は、沼津東高校空手道部の先輩にあたる[8]。アナウンサー新人研修中に昇段試験を受け合格し黒帯となり[9]、近年恒例となっている『土曜スタジオパーク』におけるお披露目の席ではその黒帯を持参してアピールした。
- 徳島放送局時代には、契約キャスターが地上デジタル放送推進大使を務めていたが、佐々木が入局前に契約満了でとちぎテレビへ移籍。このため、着任直後から、空席となっていた徳島放送局地デジ大使に指名され、他の大使たちと同様にアナログ放送終了の啓発活動を行ってきた。
- Dpa主催『日本全国地デジで元気!』イベントが徳島で開催された際には、四国放送の島川未有とともに、阿波踊りの連浴衣で参加した[10]。2020年度よりNHKラジオセンターに異動、番組ディレクターを担当。

## 出演
徳島放送局時代（2009年度 - 2012年度）
- 土曜スタジオパーク（2009年5月23日） - 新人お披露目
- 着信御礼!ケータイ大喜利（2009年9月19日、2010年1月1日、6月19日、7月10日深夜）
- 欽ちゃんのワースト脱出大作戦 2010春・秋・2011冬（2010年5月7日、8月20日、2011年1月7日）リポーター
- NHKニュースおはよう日本（2012年9月10日 - 9月14日。鈴木奈穂子の夏休みに伴い、上條倫子が6:30 - 7:45枠の代理を務めたことによる代理キャスター）
- 徳島放送局地デジ関連5分番組2本[11]

東京アナウンス室時代（2013年度 - 2017年度）
- ニュースウオッチ9（リポーター）2013年4月 - 2015年3月

※2011年8月15日、2012年8月27日 - 8月31日にも担当。
- 2011年3月の東北地方太平洋沖地震では、福島放送局に応援で派遣され、災害情報を中心にローカルニュースを担当した。
- ニュースウオッチ9（スポーツキャスター）2015年4月 - 2017年3月31日
- あさイチ リポーター（2017年4月20日 - 2018年3月7日）
- 新世代が解く!ニッポンのジレンマ MC（2017年4月 - 2018年3月）
- 一本の道「チロルの里を歩く～オーストリアからドイツへ」（2017年7月25日）[12][13]

名古屋放送局時代（2018年度 - 2020年度）
- 東海北陸フレッシュ便 さらさらサラダ（2018年4月4日 - 9月21日）
- 東海ピックアップ （2018年4月9日 - ）
- まるっと!（不定期・小山径のキャスター代行など）

## 同期のアナウンサー
- 池田伸子
- 伊藤海彦
- 牛田茉友（退職）
- 角谷直也
- 勝呂恭佑
- 合原明子
- 酒匂飛翔
- 佐藤誠太
- 鈴木遥
- 八田知大
- 廣瀬雄大
- 深川仁志
- 深澤健太